# ولکه کونتیتسه
ولک کونتیک (به چکی: Velké Kunětice) یک منطقهٔ مسکونی در جمهوری چک است که در Jeseník District واقع شده‌است.

## خصوصیات
ولک کونتیک ۹٫۸۱ کیلومترمربع مساحت و ۵۷۹ نفر جمعیت دارد و ۳۴۰ متر بالاتر از سطح دریا واقع شده‌است.